# Pandolfo Reschi

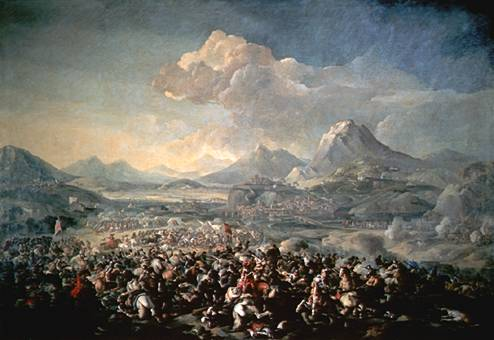
La batalla de Montjuïc de 1641 per Pandolfo Reschi

Pandolfo Reschi (Danzig, 1643-1699) fou un pintor polonès que va exercir a Itàlia.
Va emigrar de la Confederació Lituano-Polonesa a Itàlia de jove i va esdevenir un dels millors aprenents de Giacomo Borgognone. Va pintar batalles i imitar els paisatges de Salvator Rosa. Va excel·lir en pintures en perspectiva i d'edificis (quadratura).